# 力也 (格闘家)
力也（りきや、1992年12月21日 - ）は、日本の男性総合格闘家。長野県出身。FIGHT FARM所属。

## 来歴
2019年11月10日、パンクラスでプロデビュー。PANCRASE 310で田代悠生と対戦し、立ちながらのフロントチョークで一本勝ちを収めた。
2020年2月16日、PANCRASE 312で後藤丈治と対戦し、1R 4:24にスタンドパンチ連打でTKO負けを喫した。

### DEEP
2020年11月1日、DEEP初参戦となるDEEP 98 IMPACTでヒロヤと対戦し、1RでグラウンドパンチによるTKO負けを喫した。
2021年2月21日、DEEP 100 IMPACTで関原翔と対戦し、1R 3:52にTKO負けを喫した。
2021年9月23日、DEEP 103 IMPACTで日比野“エビ中”純也と対戦し、1R 2:50にグラウンドパンチでTKO負けを喫した。
2021年12月12日、DEEP TOKYO IMPACT 2021で島袋チカラと対戦し、判定0-3で判定負けを喫した。
2022年5月29日、DEEP TOKYO IMPACT 4th ROUNDでKENTAと対戦し、1R 1:13にスタンドパンチ連打でTKO勝ちを収めた。
2022年11月23日、DEEP TOKYO IMPACT 2022 6th ROUNDで海飛と対戦し、1R 2:39にアームバーで一本勝ちを収めた。
2023年2月11日、DEEP 112 IMPACTで初代Fighting NEXUSバンタム級王者の渡部修斗と対戦し、1R27秒で右フックがぐらつかせ、パウンドでTKO勝ちを収めた。
2023年5月7日、DEEP 113 IMPACTで元DEEPバンタム級暫定王者のCOROと対戦し、1R3分で三角絞めによる1本負けを喫した。
2023年7月2日、DEEP 114 IMPACTで窪田泰斗と対戦し、1R 3:27にキムラロックで一本負けを喫した。
2023年11月11日、DEEP 116 IMPACTで谷岡祐樹と対戦し、1R 1:20にスタンドパンチ連打でTKO勝ちを収めた。
2024年9月16日、DEEP 121 IMPACTで鹿志村仁之介と対戦し、1R 2:15にリアネイキッドチョークで一本負けを喫した。
2025年3月23日、DEEP TOKYO IMPACT 2025 1st ROUNDで原虎徹と対戦し、右フックで1R14秒でKO勝ちを収めた。

## 戦績

### プロ総合格闘技
| 総合格闘技 戦績 | 総合格闘技 戦績 | 総合格闘技 戦績 | 総合格闘技 戦績 | 総合格闘技 戦績 | 総合格闘技 戦績 | 総合格闘技 戦績 |
| --------------- | --------------- | --------------- | --------------- | --------------- | --------------- | --------------- |
| 23 試合         | (T)KO           | 一本            | 判定            | その他          | 引き分け        | 無効試合        |
| 11 勝           | 5               | 5               | 1               | 0               | 0               | 0               |
| 12 敗           | 5               | 5               | 2               | 0               | 0               | 0               |

| 勝敗 | 対戦相手           | 試合結果                          | 大会名                                  | 開催年月日     |
| ×    | 本田良介           | 1R 4:51 リアネイキッドチョーク    | DEEP 126 IMPACT                         | 2025年8月17日  |
| ○    | 原虎徹             | 1R 0:14 KO（右フック）            | DEEP TOKYO IMPACT 2025 1st ROUND        | 2025年3月23日  |
| ○    | 吉田陸             | 1R 2:47 肩固め                    | DEEP TOKYO IMPACT 2024 5th ROUND        | 2024年11月23日 |
| ×    | 鹿志村仁之介       | 1R 2:15 リアネイキッドチョーク    | DEEP 121 IMPACT                         | 2024年9月16日  |
| ○    | 山本有人           | 5分2R終了 判定3-0                 | DEEP TOKYO IMPACT 2024 3rd ROUND        | 2024年5月26日  |
| ×    | 小崎連             | 1R 4:58 TKO（スタンドパンチ連打） | DEEP 118 IMPACT                         | 2024年3月9日   |
| ○    | 谷岡祐樹           | 1R 1:20 TKO（スタンドパンチ連打） | DEEP 116 IMPACT                         | 2023年11月11日 |
| ×    | 木下尚祐           | 5分2R終了 判定3-0                 | DEEP 115 IMPACT : DEEP VS. BLACK COMBAT | 2023年9月18日  |
| ×    | 窪田泰斗           | 1R 3:27 キムラロック              | DEEP 114 IMPACT                         | 2023年7月2日   |
| ×    | CORO               | 1R 3:12 三角絞め                  | DEEP 113 IMPACT                         | 2023年5月7日   |
| ○    | 渡部修斗           | 1R 0:27 KO（右フック→パウンド）   | DEEP 112 IMPACT                         | 2023年2月11日  |
| ○    | 海飛               | 1R 2:39 アームバー                | DEEP TOKYO IMPACT 2022 6th ROUND        | 2022年11月23日 |
| ○    | 三好マヒロ         | 1R 2:43 腕ひしぎ十字固め          | DEEP TOKYO IMPACT 2022 5th ROUND        | 2022年9月11日  |
| ○    | KENTA              | 1R 1:13 TKO（スタンドパンチ連打） | DEEP TOKYO IMPACT 4th ROUND             | 2022年5月29日  |
| ×    | 島袋チカラ         | 5分2R終了 判定0-3                 | DEEP TOKYO IMPACT 2021                  | 2021年12月12日 |
| ×    | 日比野“エビ中”純也 | 1R 2:50 TKO（グラウンドパンチ）   | DEEP 103 IMPACT                         | 2021年9月23日  |
| ○    | 井沢和人           | 2R 0:29 TKO（パンチ）             | DEEP TOKYO IMPACT 2021 2nd ROUND        | 2021年6月19日  |
| ×    | 関原翔             | 1R 3:52 TKO                       | DEEP 100 IMPACT                         | 2021年2月21日  |
| ○    | 三好マヒロ         | 1R 4:32 フロントチョーク          | DEEP TOKYO IMPACT 2020                  | 2020年12月19日 |
| ×    | ヒロヤ             | 1R 3:27 TKO（グラウンドパンチ）   | DEEP 98 IMPACT                          | 2020年11月1日  |
| ×    | 山田星音           | 2R 3:55 レッグシザーチョーク      | PANCRASE 316                            | 2020年7月24日  |
| ×    | 後藤丈治           | 1R 4:24 TKO（スタンドパンチ連打） | PANCRASE 312                            | 2020年2月16日  |
| ○    | 田代悠生           | 1R 0:40 フロントチョーク          | PANCRASE 310                            | 2019年11月10日 |